# خوسيه كاناليخاس (ممثل)
خوسيه كاناليخاس (بالإسبانية: José Canalejas)‏ هو ممثل اسباني، ولد في 23 سبتمبر 1925 بمدريد ظهر في أكثر من 100 فيلم وعروض تلفزيونية بين عامي 1960 و 1997. توفي في 1 مايو 2015 في مدريد عن عمر يناهز 90 عامًا.

## مقالات ذات صله
- قطار الرعب

## روابط خارجية
- خوسيه كاناليخاس على موقع IMDb (الإنجليزية)
- خوسيه كاناليخاس على موقع ألو سيني (الفرنسية)
- خوسيه كاناليخاس على موقع أول موفي (الإنجليزية)
- خوسيه كاناليخاس على موقع قاعدة بيانات الأفلام السويدية (السويدية)
- خوسيه كاناليخاس على موقع قاعدة بيانات الفيلم (الإنجليزية)
- خوسيه كاناليخاس على موقع كينوبويسك (الروسية)